# Matthias Iccelius
Matthias Iccelius, född 2 juli 1636 i Yxnerums församling, Östergötland, död 18 maj 1695 i Furingstads församling, Östergötlands län, var en svensk präst.

## Biografi
Matthias Iccelius föddes 1636 i Yxnerums socken. Han var son till komministern i Yxnerums församling. Iccelius blev i oktober 1660 student vid Uppsala universitet och prästvigdes 25 mars 1665 till domesticus episcopi. Han blev 1670 huspredikant på Bjärka-Säby slott och 1671 pastorsadjunkt i Furingstads församling. Iccelius blev 1675 kyrkoherde i Furingstads församling. Han avled 1695 i Furingstads socken och begravdes i Furingstads kyrkas kor.

### Familj
Iccelius gifte sig första gången 1675 med Anna Teslingius (död 1681), dotter till kyrkoherden Sveno Teslingius i Furingstads församling och Engela Larsdotter. Hon var änka efter kyrkoherden Nicolaus Lundius i Furingstads församling.
Iccelius gifte sig andra gången 17 maj 1683 med Margareta Jung (död 1711), De fick tillsammans barnen borgmästaren Olof Ichsell (1685–1742) i Kristianstad, Peder Ichsell (född 1692), stadsnotarien Matthias Ichsell (1694–1744) i Kristianstad. Efter Iccelius död gifte Margareta Jung om sig med tullinspektorn Petrus Wallenius i Söderköping.